# José David Carracedo Verde
José David Carracedo Verde (Madrid, 20 de abril de 1970) es un político español, que fue diputado por Vizcaya durante la XII legislatura.

## Biografía
Licenciado en Sociología por la Universidad Complutense de Madrid (1998). Sus principales áreas de investigación han sido internet, privacidad y transparencia y ha participado en el movimiento de software libre y las licencias Creative Commons. Desde 1996 ha estado implicado en movimientos antiglobalización, hacktivismo y soberanía alimentaria. Ha trabajado con la Fundación CEPS. En 2015 fue asistente del grupo de Podemos en el Parlamento Foral de Guipúzcoa. Es secretario de Política en el Consejo Ciudadano de Podemos en Bilbao y entre 2016 y 2019 fue diputado por Vizcaya en el Congreso. Es hermano de la cineasta Almudena Carracedo.